# Yamamichi Kohei
Kohei Yamamichi (sinh ngày 11 tháng 5 năm 1980) là một cầu thủ bóng đá người Nhật Bản.

## Sự nghiệp câu lạc bộ
Kohei Yamamichi đã từng chơi cho Nagoya Grampus Eight, Sagan Tosu và Banditonce Kobe.